# Paul Todd
Paul Raymond Todd (Middlesbrough, 8 maggio 1920 – ottobre 2000) è stato un allenatore di calcio e calciatore inglese, di ruolo attaccante.

## Carriera

### Giocatore
Esordisce tra i professionisti in età relativamente avanzata (26 anni) nel 1946, a causa dell'interruzione dei campionati dalla stagione 1939-1940 alla 1945-1946 inclusa per via degli eventi bellici della seconda guerra mondiale; nella sua prima stagione mette a segno 23 reti in 40 presenze nella terza divisione inglese con il Doncaster; rimane nel club anche nelle successive tre stagioni: in particolare, nella stagione 1947-1948 segna 8 reti in 37 presenze in seconda divisione, mentre nel biennio successivo totalizza complessivamente 83 presenze e 9 reti in terza divisione. Nel corso degli anni, segna inoltre anche 7 reti in 10 presenze in FA Cup, per un totale complessivo di 170 presenze e 53 reti in partite ufficiali con il club. Dal 1950 al 1952 gioca invece nuovamente in seconda divisione, con il Blackburn, dove nell'arco del biennio totalizza complessivamente 46 presenze e 12 reti in partite di campionato (arrivando così ad un bilancio complessivo in carriera di 83 presenze e 20 reti nella seconda divisione inglese). Trascorre infine un'ultima stagione tra i professionisti con la maglia dell'Hull City, con cui mette a segno 3 reti in 27 presenze in terza divisione. Negli anni seguenti è contemporaneamente giocatore ed allenatore dei semiprofessionisti del King's Lynn: si ritira di fatto nel 1957, anche se in seguito nel 1962 torna in campo per un'unica partita con i semiprofessionisti del Boston Utd, club di cui da qualche anno era allenatore.

### Allenatore
La sua prima esperienza da allenatore inizia nel 1953 al King's Lynn: qui, nella sua prima stagione vince la Eastern Counties League e la Coppa di Lega della Eastern Counties League, oltre a 4 edizioni consecutive della Norfolk Senior Cup (ovvero tutte quelle a cui prende parte nel suo quadriennio alla guida del club). Dal 1961 al 1964 è invece allenatore del Boston United, con cui nella sua prima stagione alla guida del club vince una Central Alliance League. All'inizio della stagione 1964-1965 va ad allenare l'appena fondato Boston Town, con cui vince subito una Lincolnshire League; resta al club anche nella stagione 1965-1966. In seguito allena anche il Worksop Town.

## Palmarès

### Allenatore

#### Competizioni regionali
- Eastern Counties League: 1

King's Lynn: 1953-1954
- Eastern Counties League League Cup: 1

King's Lynn: 1953-1954
- Norfolk Senior Cup: 4

King's Lynn: 1953-1954, 1954-1955, 1955-1956, 1956-1957
- Central Alliance League: 1

Boston United: 1961-1962